# Sphenomorphus courcyanum
Espèce
Synonymes
- Lygosoma courcyanum Annandale, 1912

Sphenomorphus courcyanum est une espèce de sauriens de la famille des Scincidae.

## Répartition
Cette espèce se rencontre :
- dans le sud du Tibet ;
- dans l’État d'Assam en Inde.

## Publication originale
- Annandale, 1912 : Zoological results of the Abor Expedition, 1911-1912. Records of the Indian Museum Calcutta, vol. 8, no 1, p. 7-59 (texte intégral).